# Cooler Master
Cooler Master è un'azienda taiwanese che opera nel campo informatico e che produce componenti hardware per computer, in particolare alimentatori, case e impianti di dissipazione termica.
Oltre alla vendita B2C, Cooler Master si occupa anche di vendita B2B2C, infatti ha un grande business OEM/ODM. Inoltre collabora con marchi come EVGA, NVIDIA e AMD per la realizzazione di soluzioni di raffreddamento, fornendo alcune componenti prodotte internamente (come per esempio heatpipes, ventole di raffreddamento e camere a vapore).

## Storia
Cooler Master fu fondata nel 1992 da Roger Lin, un product manager che lavorava in un appartamento in affitto a Taipei. Roger decise di fondare l'azienda a causa della crescita costante della domanda di dissipatori per CPU. L'anno successivo venne realizzato e venduto a vari OEM il primo prodotto dell'azienda, un dissipatore ad aria per CPU con Socket 7.
Nel 1999 venne realizzato anche il primo case costruito interamente in alluminio, il modello ATC-100, che portò gradualmente alla fine dei case classici in plastica.
Nel 2000 l'azienda produsse il primo dissipatore dotato di condutture termiche (heatpipes), il CH5-5K11.
Nel 2001 lanciò sul mercato il primo dissipatore al mondo realizzato in rame, il modello HCC-002, e aprì il primo impianto di produzione nella provincia del Guangdong, in Cina.
Negli anni seguenti venne gradualmente allargata la gamma di prodotti: furono introdotti i controller di ventole, le basi di raffreddamento per notebook, gli alimentatori, i dissipatori a liquido AIO (All-In-One) e altre varie componenti.
Nel 2012 Cooler Master ebbe ricavi per circa 500 milioni di dollari.
Nel 2015, l’azienda decise di cambiare strategia con l'introduzione di una nuova linea di case, i MasterCase, e uno slogan che, col tempo, diventerà il cavallo di battaglia di Cooler Master: “Make It Yours”, da intendere come “personalizzalo”, “crealo”, in rapporto all'idea del modding. La scelta di cambiare drasticamente fu dovuta ad un declino del mercato delle componenti hardware dei PC che, a causa dell’affermazione dei notebook e delle console da gioco, divenne di nicchia. Questo cambiamento fu annunciato durante l'EU Maker Spirit Event.

## Gamma di prodotti
- Raffreddamento
  - Dissipatori ad aria per CPU
  - Dissipatori a liquido per CPU
  - Ventole per case
  - Paste termiche
  - Basi di raffreddamento per notebook
- Case
  - PC Desktop
  - Lan Box
  - Test Bench
  - Accessori
- Alimentatori
  - PC Desktop
  - Notebook
- Periferiche
  - Tastiere
  - Mouse
  - Cuffie
  - Tappetini
  - Accessori ed altro[6]

Alcuni prodotti
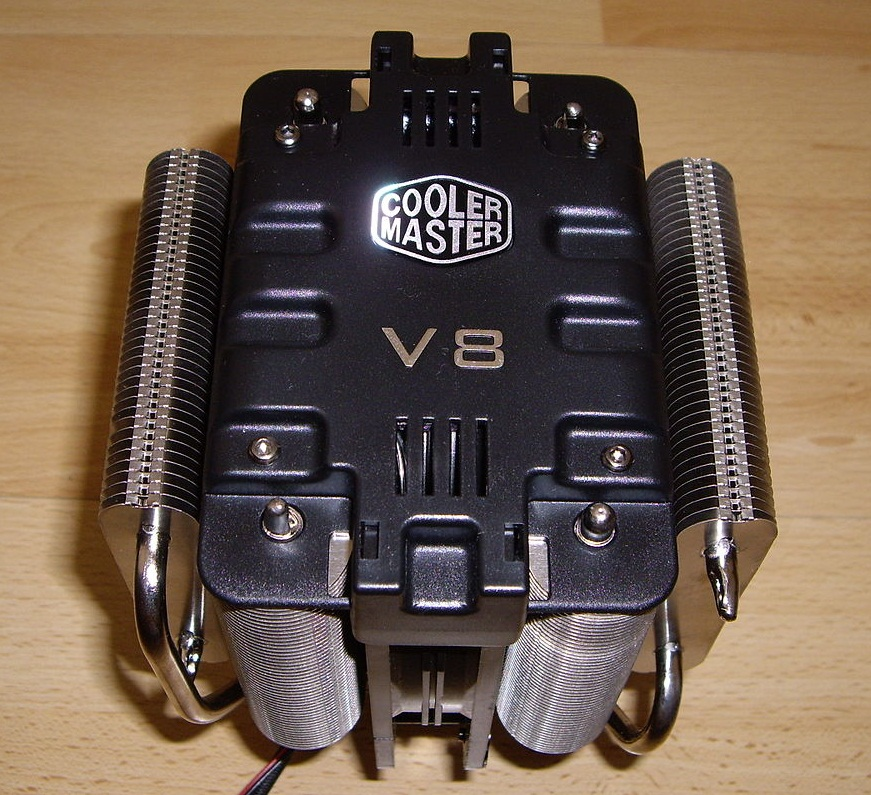
Un dissipatore ad aria per CPU, il V8 1° ver., fuori produzione.
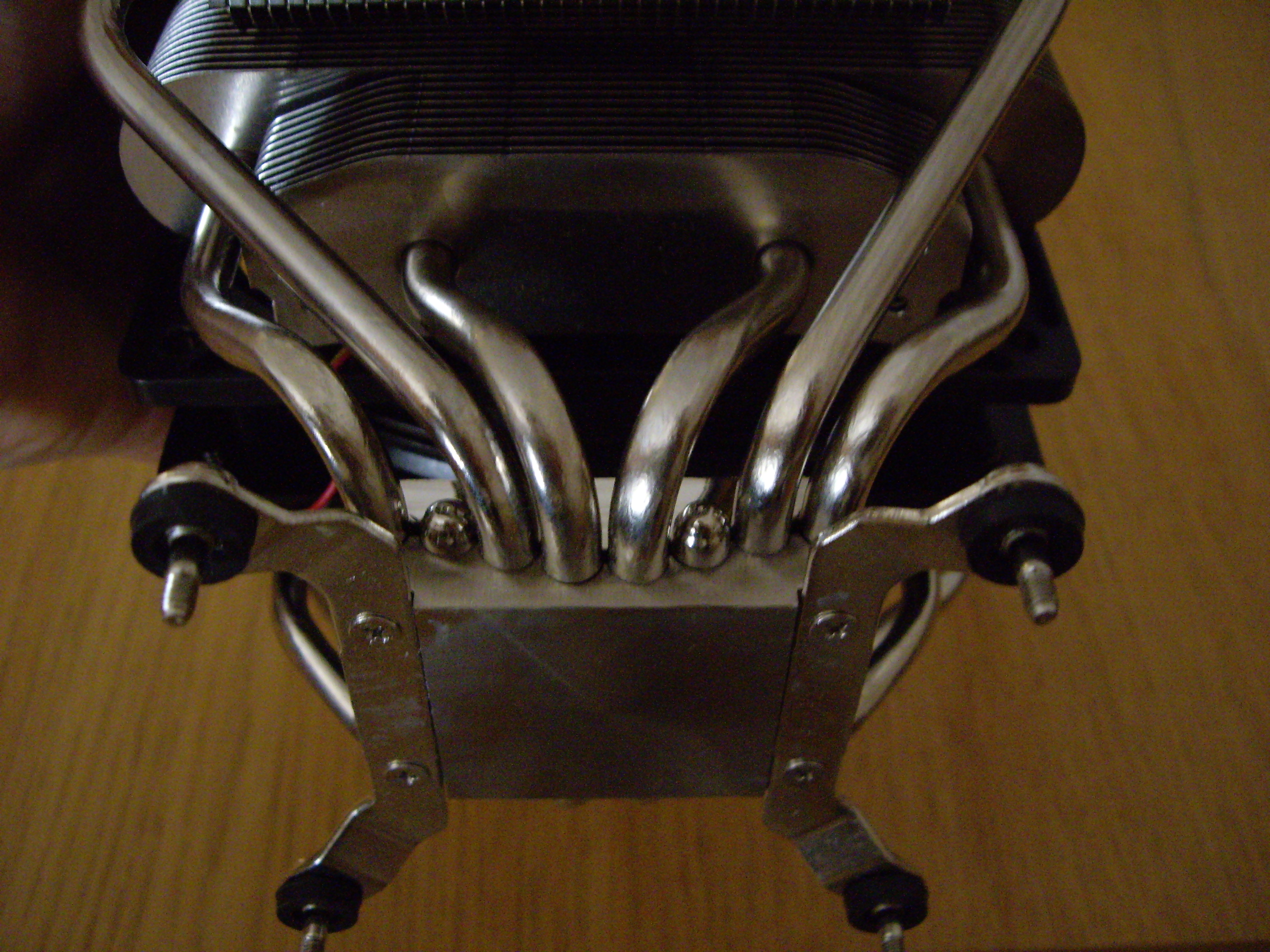
Inquadratura degli heatpipes del V8.
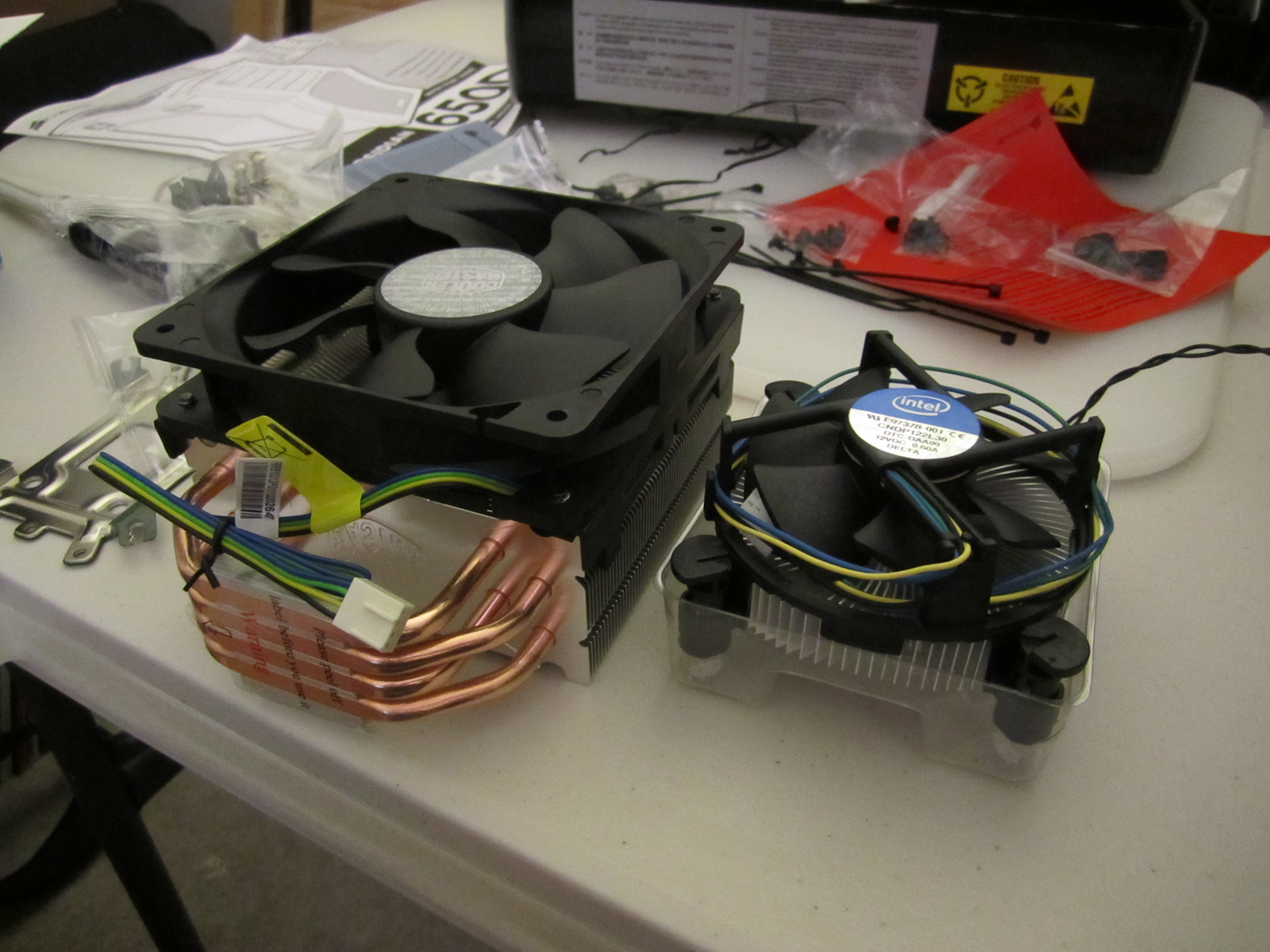
Hyper 212 Plus (a sinistra) fuori produzione, a confronto con un dissipatore stock di Intel (a destra).
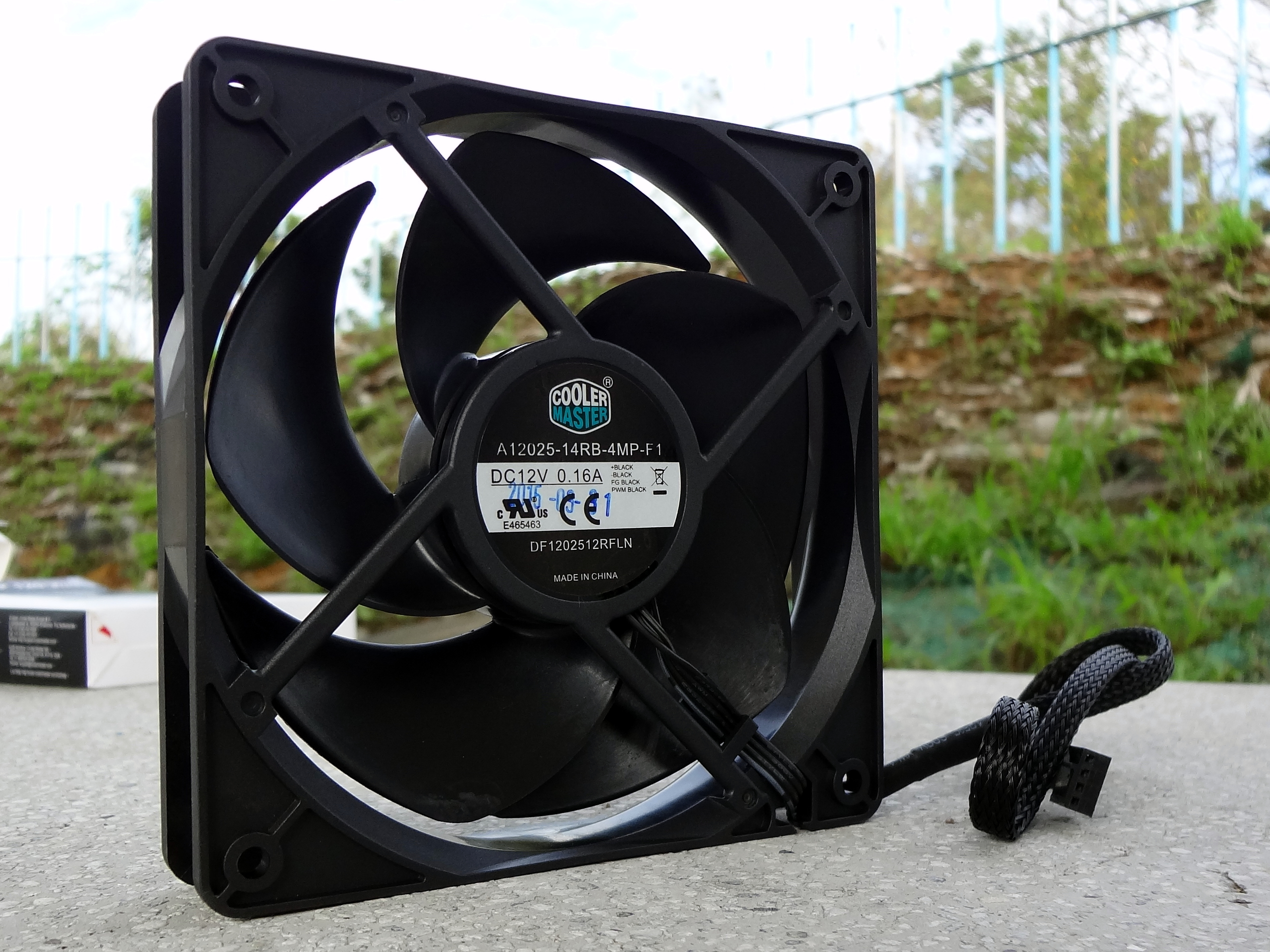
Una ventola Silencio FP 120 PWM.
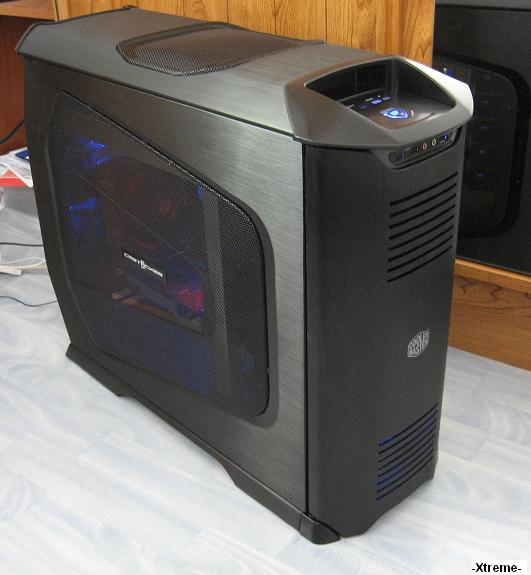
Un case Stacker 832, fuori produzione.
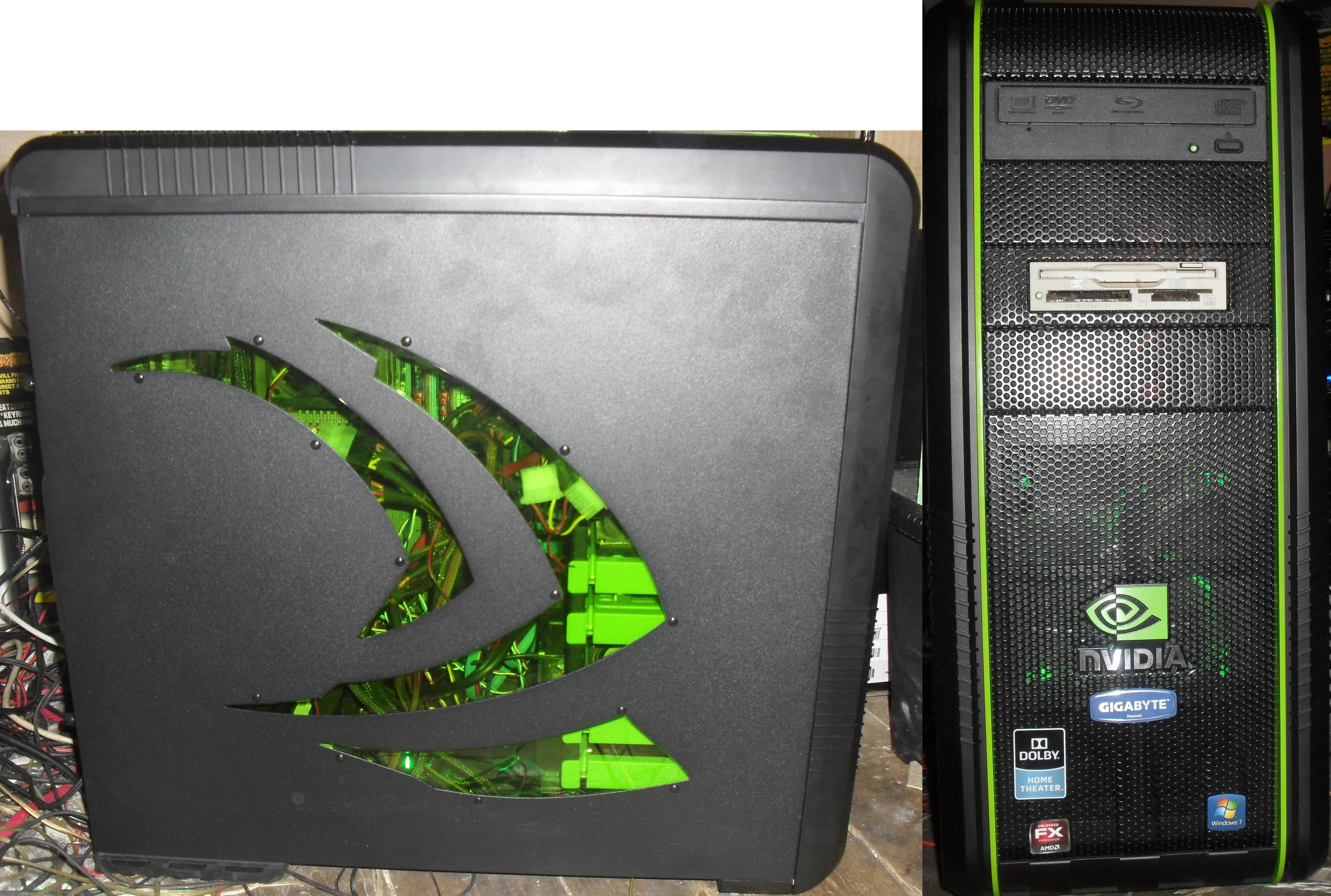
Un case 690 II edizione NVIDIA, fuori produzione.
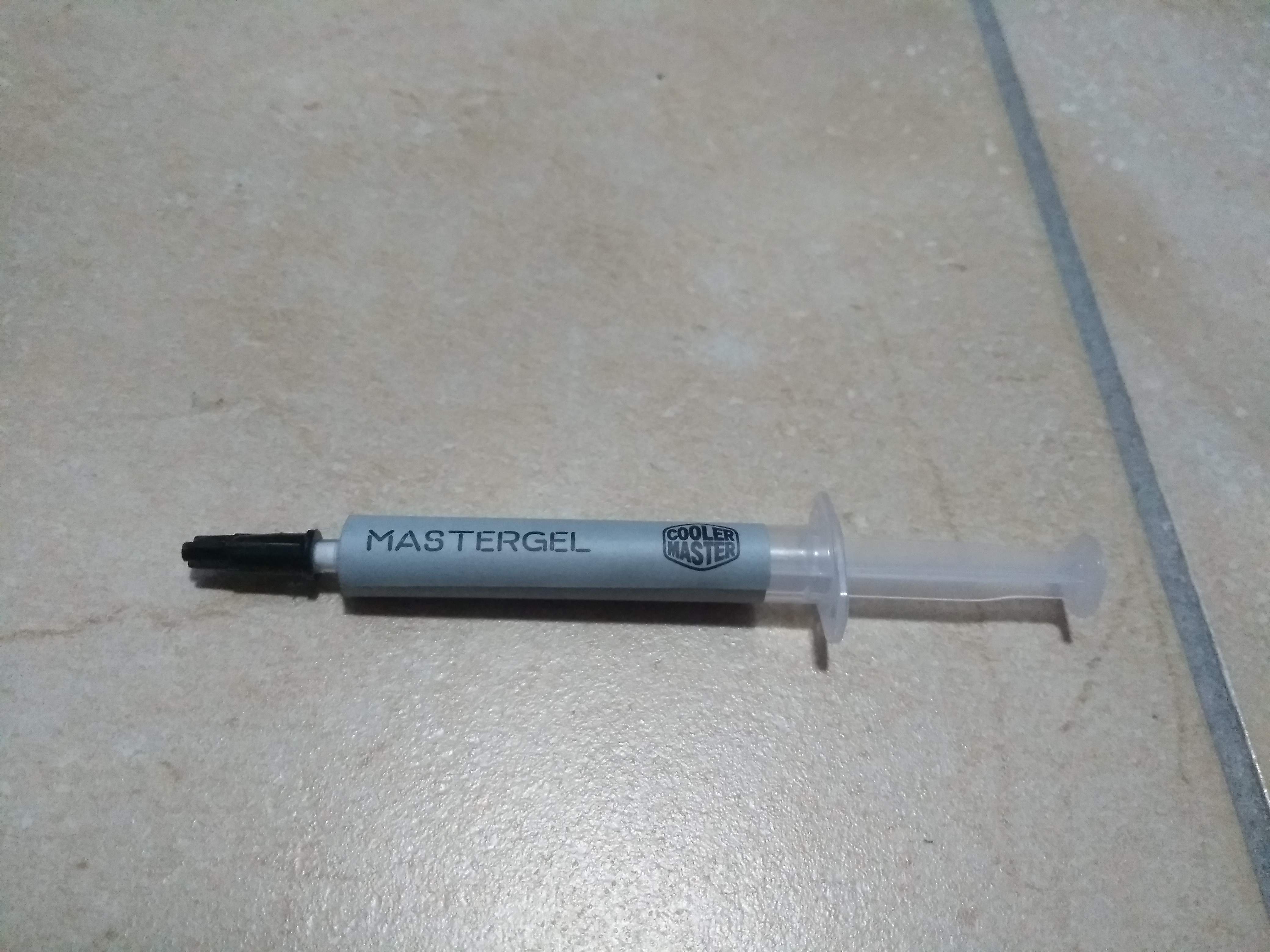
Pasta termica Mastergel SC102.
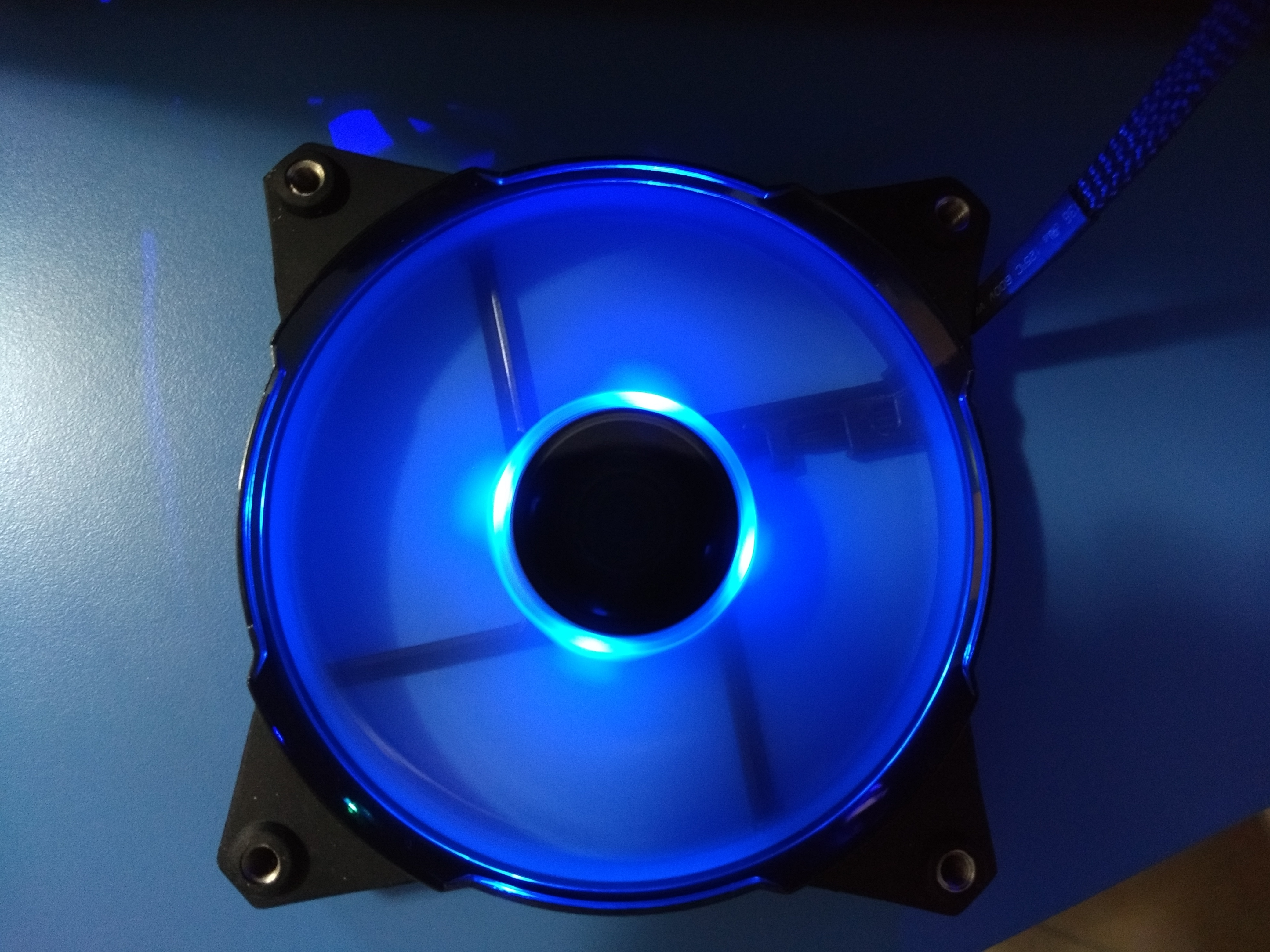
Una ventola Jetflo 120 PWM Blue.

## L'azienda

### Organizzazione
Dal 2008 Cooler Master è composta da due dipartimenti: quello principale, che si occupa della maggior parte dei prodotti, e CM Storm. In precedenza esistevano altre due divisioni: la Choiix, che produceva accessori per notebook inerenti all’utilizzo della vita quotidiana, e la CSX, che provvedeva alla modifica e personalizzazione grafica di case e dissipatori.
L'azienda ha diverse sedi operative in tutto il mondo, di cui tre in Europa (Regno Unito, Paesi Bassi e Germania), e due impianti di produzione in Cina, uno a Huizhou e uno a Kunshan.
Cooler Master ha una filiale in Italia, inaugurata nel 2008 a Cernusco sul Naviglio.

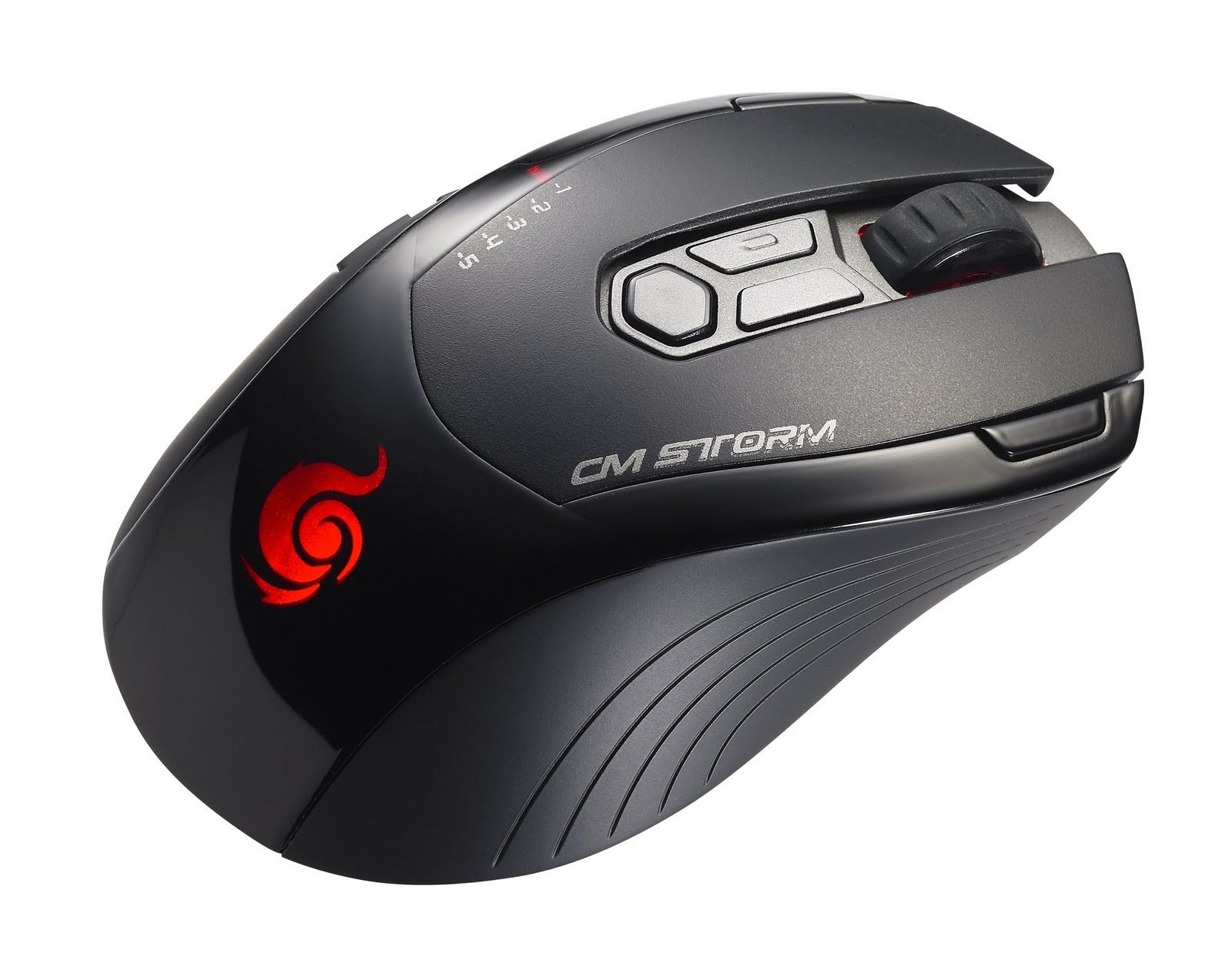
CM Storm Inferno Gaming Mouse

#### CM Storm
CM Storm è una sottomarca, nata nel 2008, che provvede alla produzione di parti di ricambio e componenti pensate per videogiocatori. A contribuire allo sviluppo di tali prodotti vengono effettuate ricerche e collaborazioni con organizzazioni di sport elettronici. In passato ha collaborato con il gruppo KODE5.
Originariamente, questa divisione si occupava solo di accessori e periferiche da gaming.
Lo slogan di CM Storm è “Arming the Gaming Revolution”, cioè letteralmente “abbracciare l’evoluzione videoludica”.

#### FreeFormTM
FreeFormTM è una tecnologia usata per fabbricare una linea di case flessibili, i MasterCase, di cui è possibile modificare e personalizzare la forma e la praticità, anche attraverso l'utilizzo di accessori interni ed esterni.

## Riconoscimenti

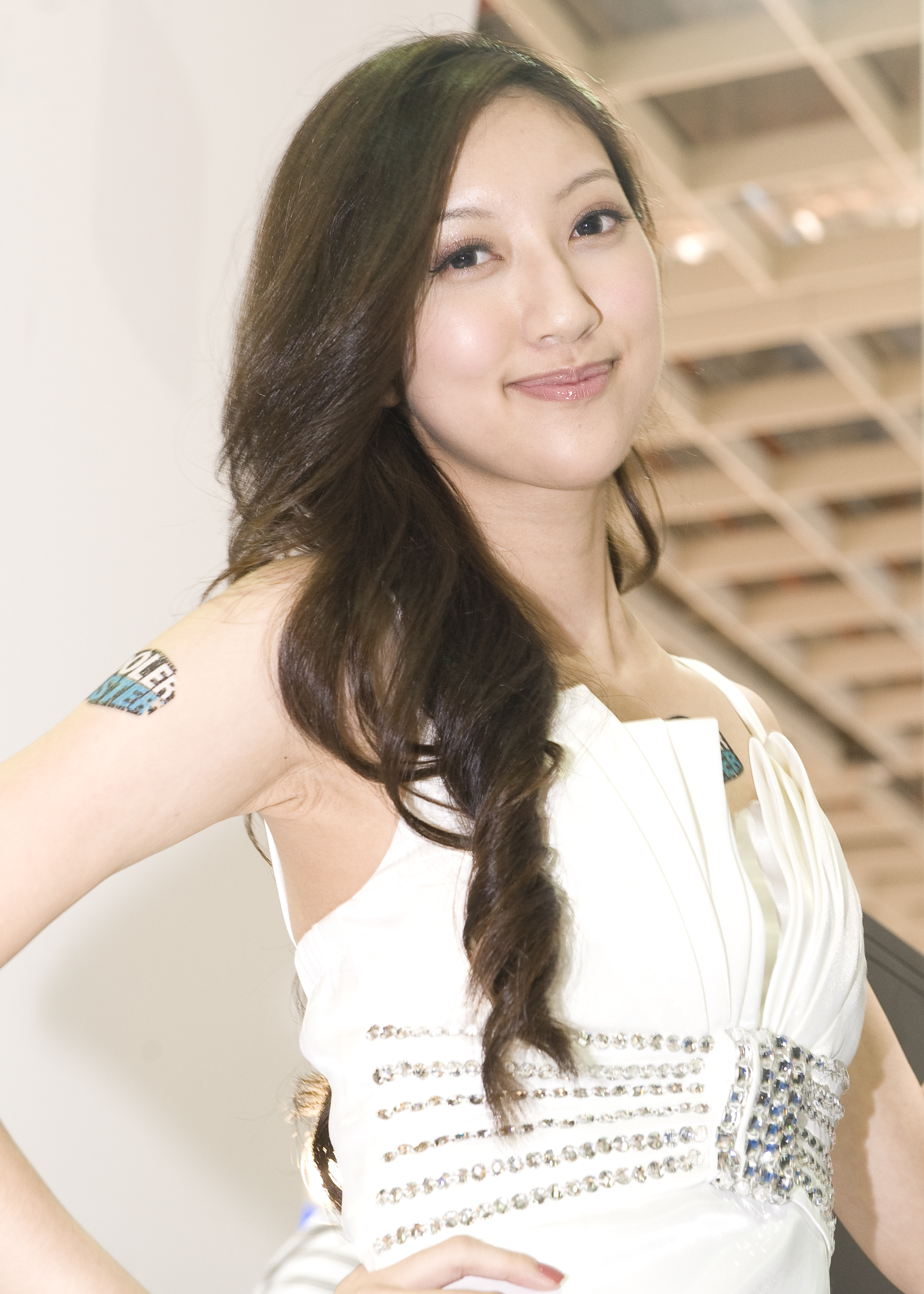
Modella promozionale di Cooler Master al Computex 2012

### Premi
- 2007 - Taiwan's 15th Excellence Enterprise Innovation Awards[12]
- 2008 - Computex 2008 Design & Innovation Awards
- 2008 - iF Design Awards 2008, Discipline Product
- 2009 - Computex 2009 Design & Innovation Awards
- 2009 - iF Design Awards 2009, Discipline Product
- 2010 - iF Design Awards 2010, Discipline Product
- 2011 - Computex 2011 Design & Innovation Awards
- 2012 - Computex 2012 Design & Innovation Awards
- 2013 - Computex 2013 Design & Innovation Awards
- 2016 - iF Design Awards 2016, Discipline Product[13]

### Certificazioni
- 1998 - QS9000 (non più valida)
- 2000 - ISO 9001
- 2004 - ISO 14001
- 2005 - ASUS GA
- 2005 - ISO 14064
- 2006 - RoHS
- 2007 - IECQ QC 080000 Archiviato il 14 dicembre 2017 in Internet Archive.
- 2009 - REACH
- 2010 - OHSAS 18000
- 2013 - ISO 9001 (rinnovo)
- 2013 - ISO 14001 (rinnovo)[12]

## Eventi e curiosità
- Il nome Cooler Master in italiano si traduce come Maestro del Raffreddamento, il che rispecchia l'obiettivo dell'azienda, benché all'inizio si chiamasse ORYX.[3]
- Durante il 20º anniversario festeggiato nel 2012, è stato organizzato un concorso che prevedeva premi diversi ogni mese, dal 10 gennaio al 10 luglio. Più prodotti registrati si possedevano e più possibilità si aveva di vincere un premio.[14]
- Nel 2015, si è tenuto l'EU Maker Spirit Event, organizzato ad Eindhoven, con l'obiettivo di riunire giornalisti, distributori ed operatori del settore per presentare il cambiamento di tendenza dell'azienda. Hardware Upgrade ribattezzò Cooler Master come "l'azienda per l'aftermarket".[15]
- In occasione del 25º anniversario, durante il Computex 2017, è stata presentata l'edizione speciale del Cosmos II ed è stata esposta una serie di prodotti (compresa, appunto, la linea Cosmos) che rappresentano punti cruciali nella storia dell'azienda.[16]